# Frank Abagnale
Frank William Abagnale Jr. (New Rochelle, 27 aprile 1948) è un truffatore e falsario statunitense.
È stato attivo per cinque anni durante gli anni sessanta e in seguito è diventato consulente finanziario. Durante i suoi anni da falsario, Abagnale ha incassato 4 milioni di dollari in 26 paesi utilizzando più di otto nomi falsi diversi. Dal 1999 dirige la Abagnale & Associates, una compagnia di assistenza per frode finanziaria. Su di lui è stato girato da Steven Spielberg, nel 2002, il film Prova a prendermi (Catch Me if You Can) dove Abagnale è interpretato da Leonardo DiCaprio, basato sulla sua falsa autobiografia, oltre ad un musical di Broadway nel 2009.

## Biografia

### I primi anni
Frank William Abagnale Jr. nato a New Rochelle il 27 aprile 1948, terzo di quattro figli (due fratelli e una sorella). Suo padre Frank William Abagnale Sr. era statunitense di origine italiana, mentre sua madre Paula era francese. Il padre, cittadino benestante, molto appassionato di politica e teatro, fu un punto di riferimento per Abagnale. Cresciuto nella Contea di Westchester dello stato di New York, Abagnale frequentò prima la Iona Grammar School e poi la Iona Preparatory School, diplomandosi nel 1966.

### La prima truffa
La sua prima truffa fu all'età di 15 anni, ai danni del padre, che gli diede una carta di credito della Mobil per pagare il carburante e un camion per aiutarlo a recarsi al lavoro part-time. Abagnale utilizzò la carta per acquistare nelle stazioni di servizio pneumatici, batterie ed altri articoli relativi alle auto e poi chiese agli addetti delle stazioni di dargli dei contanti in cambio dei prodotti. In definitiva, riuscì a sottrarre dalla carta di credito del padre circa 3 400 dollari.

### Frode bancaria
Nel 1964, quando aveva 16 anni, i suoi genitori divorziarono; quando gli fu chiesto con quale genitore avrebbe preferito vivere, scappò. Vivendo da solo a New York dopo essere scappato, divenne noto come Big Nale, poi semplicemente come Big. Decise di sfruttare il suo aspetto maturo e di modificare la sua patente (principale documento d'identità negli Stati Uniti) in modo da risultare di dieci anni maggiore e ottenere, così, un impiego; comprese, inoltre, che a un maggiore grado d'istruzione potessero corrispondere compensi più cospicui. Cercando disperatamente di sopravvivere, cominciò a cercare di fare soldi lavorando come una sorta di "truffatore di fiducia".
Il primo atto di questa sua attività fu quello di emettere assegni personali sul suo conto in rosso, che scoprì essere possibile quando fu costretto a chiedere più soldi di quanti ne avesse sul conto. Tuttavia, il sistema funzionava solo per un breve periodo di tempo, finquando la banca non chiedeva di ripianare il debito contratto. Così continuò ad aprire conti in altre banche a cui applicare la stessa frode, cambiando, ogni tanto, identità per creare meno sospetti. Col tempo imparò altri metodi di frode, come stamparsi assegni contraffatti per poi depositarli e convincere le banche a prestargli soldi sulla base della sua falsa ricchezza. I soldi, naturalmente, non si materializzavano mai quando le banche si accorgevano che gli assegni non venivano accettati. Uno dei suoi famosi trucchi consisteva nello stampare il suo numero di conto sui moduli vuoti della banca, poi rimettere questi moduli insieme agli altri, in modo che i soldi venissero comunque trasferiti sul suo conto invece che su quello dei legittimi proprietari. Raggiunse 40 000 dollari con questo metodo prima di essere scoperto, ma, prima che la banca iniziasse a mettersi sulle sue tracce, Abagnale aveva già preso tutti i soldi e cambiato identità.

### Cattura e reclusione
Abagnale fu catturato a Montpellier, in Francia, nel 1969, quando un assistente della Air France, col quale era stato in contatto in precedenza, lo riconobbe e informò la polizia. Quando la polizia francese lo arrestò, tutti i 26 paesi nei quali aveva commesso una frode ne chiesero l'estradizione. Dopo un processo di soli due giorni, fu rinchiuso nella prigione di Perpignan, dove scontò una prima condanna di un anno, poi ridotta a sei mesi. A causa delle pessime condizioni in cui versava all'epoca il carcere, rischiò di morire in cella.
Fu quindi estradato in Svezia. Durante il processo per falsificazione, le sue accuse furono ridotte a truffa e frode. A seguito di un'altra condanna, scontò altri sei mesi in una prigione di Malmö, dove venne a conoscenza della data del prossimo processo, che si sarebbe dovuto svolgere in Italia. Successivamente, un giudice svedese chiese a un funzionario del Dipartimento di Stato degli Stati Uniti di revocare il suo passaporto. Senza un passaporto valido, le autorità svedesi furono legalmente obbligate a deportarlo negli Stati Uniti, dove fu condannato a 12 anni in una prigione federale per frode multipla.

### La fuga
Mentre veniva estradato negli Stati Uniti, Abagnale fuggì da un aereo di linea britannico Vickers VC10 durante la fase di atterraggio nell'Aeroporto Internazionale JFK di New York. Riuscì a scavalcare le recinzioni e a chiamare un taxi per la Grande Stazione Centrale. Dopo essersi fermato nel Bronx per cambiarsi e ritirare un mazzo di chiavi di una cassetta di sicurezza di una banca di Montréal contenente 20 000 dollari, Abagnale prese un treno diretto all'Aeroporto Internazionale di Montréal-Dorval per acquistare un biglietto con destinazione San Paolo, Brasile, un paese che non aveva accordi di estradizione con gli Stati Uniti. Dopo una telefonata a un convenience store della Mac's Milk, mentre era in fila alla biglietteria, fu riconosciuto e arrestato da un agente della Royal Canadian Mounted Police e consegnato alla polizia doganale degli Stati Uniti. In attesa di un nuovo processo, Abagnale fu mandato nello United States Penitentiary di Atlanta, in Georgia, dal quale riuscì a fuggire nell'aprile del 1971. Successivamente fu recuperato a Washington da due detective del NYPD.

### Impieghi legittimi
Nel 1974, dopo aver scontato meno di quattro anni della sua condanna a 12 anni presso il Federal Correctional Institution di Petersburg, in Virginia, il governo federale degli Stati Uniti lo rilasciò a condizione che aiutasse senza retribuzione le autorità federali a indagare sui crimini commessi da falsari e truffatori. Non volendo tornare dalla sua famiglia a New York, scelse  Houston come luogo di libertà vigilata.
Dopo il suo rilascio, Abagnale provò vari lavori, tra cui cuoco, droghiere e proiezionista cinematografico, venendo tuttavia licenziato dalla maggior parte di essi per non aver rivelato il suo passato da criminale. Trovando insoddisfacenti tutti quei lavori che era stato in grado di ottenere, decise di iniziare una vita legittima come consulente finanziario fondando a Tulsa, in Oklahoma, la Abagnale & Associates, società che gli ha permesso di arricchirsi e di andare a vivere dopo 25 anni con la moglie Kelly e i suoi tre figli Scott, Chris e Sean a Daniel Island, vicino a Charleston, in Carolina del Sud.

### Anni successivi

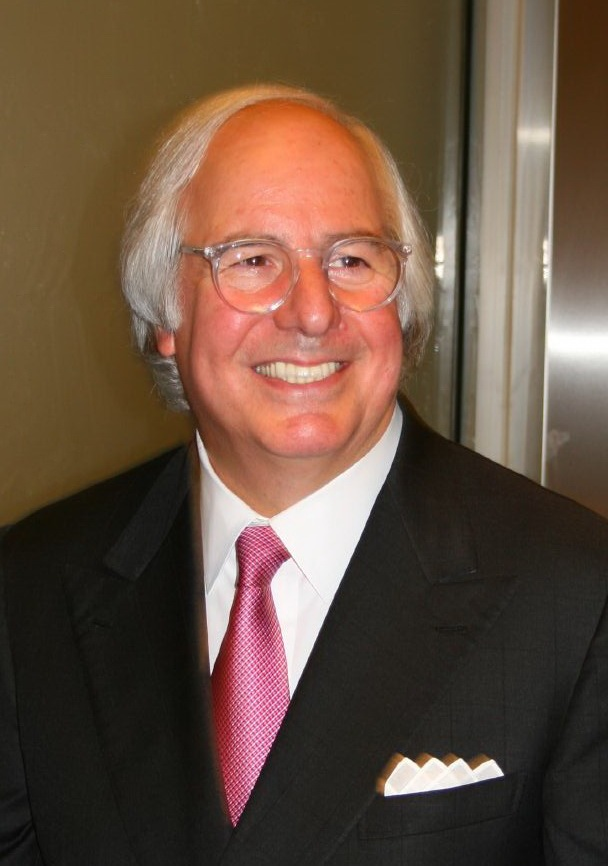
Frank Abagnale Jr. nel 2007

Abagnale continua a fornire consulenze finanziarie all'FBI, col quale è rimasto legato per più di 40 anni, insegnando e tenendo conferenze nella sua accademia e nei suoi uffici presenti in tutto il territorio degli Stati Uniti.
Abagnale apparve per la prima volta in televisione nel 1977 nel quiz To Tell the Truth insieme a due concorrenti che si presentavano nelle sue stesse vesti, l'uno un prete cattolico e l'altro un produttore di attrezzature di polizia, ma non è stato riconosciuto dalla giuria. Sempre negli anni settanta apparve tre volte come ospite a The Tonight Show, venendo intervistato in un'occasione dal presentatore George Carlin.
All'inizio degli anni novanta fu ospite ricorrente nella serie televisiva britannica The Secret Cabaret, prodotta da Open Media per Channel 4. Il formato era incentrato sulla magia e sulle illusioni e Abagnale era un esperto che mostrava vari trucchi del suo settore.
Nel 2002 il libro autobiografico di Frank Abagnale, Catch Me If You Can, è stato trasposto da Steven Spielberg nel film Prova a prendermi, con l'attore Leonardo DiCaprio nei panni di Abagnale. Lo stesso Frank Abagnale in persona ha fatto un'apparizione in un cameo del film, nelle vesti di un ufficiale della polizia francese che prende in custodia DiCaprio. Nella pellicola l'attore Tom Hanks interpreta Carl Hanratty, personaggio basato sul vero agente dell'FBI Joseph Shea, che cambiò il destino di Frank Abagnale e rimase suo stretto amico nonché collega in ambito lavorativo fino alla sua stessa morte. Da tale film ha avuto origine sette anni più tardi, nel 2009, il musical Catch Me If You Can, con Aaron Tveit che interpreta Frank Abagnale. Il musical ricevette quattro nomination ai Tony Award, inclusa una per il miglior musical; Norbert Leo Butz vinse il premio come miglior attore in un musical.
Nel 2007, Abagnale apparve brevemente come oratore nella serie televisiva The Real Hustle, prodotta dalla BBC, parlando di varie truffe gestite da esperti truffatori.
Nel novembre del 2012 tenne un discorso sulla vulnerabilità degli anziani alle frodi presso il Senato degli Stati Uniti, sostenendo l'uso dei social security number per l'identificazione inclusi nelle card della Medicare.
Nel 2015 è stato nominato AARP Fraud Watch Ambassador per aiutare «a fornire programmi online e forum della comunità per educare i consumatori sui modi per proteggersi dal furto di identità e dalla criminalità informatica». Nel 2016 apparve in uno spot televisivo per IBM, mentre nel 2017 nel programma Talks at Google.
Nel 2018 gestì il podcast AARP The Perfect Scam sull'operato dei truffatori ed apparve a Miami nella conferenza Blockchain Nation, sponsorizzata dall'American Renewable Energy Corporation, dove parlò della tecnologia blockchain.
Dal 1980 al 2019, Abagnale ha scritto alcune opere (Catch Me if You Can, 1980; The Art of the Steal, 2001; Real U Guide to Identify Theft, 2004; Stealing Your Life, 2007; Scam Me If You Can, 2019), tra cui un'autobiografia (Catch Me if You Can), dalla cui vendita ha ricavato più di 20 milioni di dollari.

## Le false identità
- Insegnante: Abagnale ammise di aver falsificato una laurea della Columbia University e di aver insegnato sociologia alla Brigham Young University per un semestre, lavorando come supplente sotto il falso nome di Frank Adams[21]. Per insegnare alla classe, faceva leggere un capitolo del libro agli alunni, che poi commentava e interpretava dando sfogo alle sue spiccate doti di improvvisazione.
- Pilota: Abagnale, per sembrare più legittimo nel periodo in cui incassava assegni, decise di impersonare un pilota della Pan Am con il nome falso di Frank Williams. Ottenne l'uniforme contattando telefonicamente la compagnia aerea e dicendo di essere un loro pilota che aveva smarrito l'uniforme nella lavanderia del suo hotel. Riuscì inoltre a contraffare una licenza di pilota della Federal Aviation Administration. La Pan Am ha stimato che, tra i 16 e i 18 anni di età, Abagnale abbia volato (come passeggero) per oltre 1 600 000 km su più di 250 voli in 26 paesi diversi sfruttando la pratica del deadheading con la quale i piloti ricevono viaggi gratis come cortesie professionali da parte di altre compagnie aeree[22]. In qualità di pilota dell'azienda, durante questo periodo è stato anche in grado di soggiornare gratuitamente negli hotel. Spese come vitto o alloggio venivano fatturate alla compagnia aerea. Tuttavia, Abagnale non volò mai su aerei Pan Am temendo di essere smascherato da veri piloti o dipendenti della compagnia stessa. La stampa lo soprannominò "il James Bond del cielo".
- Medico: per undici mesi, Abagnale impersonò un pediatra capo in un ospedale della Georgia sotto lo pseudonimo di Frank Conners. Decise di fare questo dal momento che era stato quasi catturato in un aeroporto di New Orleans. Dopo essersi ritirato in Georgia, avendo fatto sapere al titolare dell'appartamento in cui alloggiava di essere un dottore per non venir ricercato ancora come pilota, divenne amico di un vero dottore che abitava nello stesso complesso di appartamenti, il quale gli procurò l'incarico provvisorio di supervisore di stagisti dell'ospedale. Tale ruolo risultò per lui facile e non impegnativo, dato che non doveva fare niente di effettivamente medico. Rischiò di essere scoperto mentre stava quasi lasciando morire un bambino di asfissia, perché non aveva idea di che cosa fosse un "neonato cianotico", come gli era stato detto dagli infermieri. Tale episodio lo convinse a dimettersi; infatti, Abagnale si era reso conto di poter mettere a rischio vite umane per la sua incapacità di rispondere a situazioni di vita o di morte[4];
- Avvocato: mentre si faceva passare per Robert Black, primo ufficiale della Pan Am, millantando di possedere una laurea in legge con una hostess, questa lo presentò a un amico avvocato. Falsificando una laurea in legge dell'Università di Harvard, passò l'esame per esercitare in Louisiana (Abagnale racconta di aver veramente sostenuto e superato, al terzo tentativo, l'esame)[23]. A 19 anni si ritrovò così a lavorare nell'ufficio legale più importante dello Stato. Dopo otto mesi fu però costretto a lasciare tale impiego poiché un collega che si era davvero laureato ad Harvard cominciò a fargli domande sull'Università, a cui, ovviamente, Abagnale non era in grado di rispondere.

## Veridicità delle affermazioni
Durante i suoi numerosi discorsi e apparizioni televisive, Abagnale ha dichiarato molti exploit criminali. Questi includono affermazioni di essere ricercato in 26 paesi, di aver lavorato ampiamente per l'FBI e di essere scappato più volte dalla custodia dell'FBI. Ha anche affermato di aver incassato oltre 17.000 assegni senza copertura, per un totale di 2,5 milioni di dollari, e di aver lavorato come assistente procuratore generale e medico ospedaliero. Inoltre, ha dichiarato di aver avviato un falso programma di formazione per assistenti di volo, viaggiando con loro in tutta Europa per due mesi, e di aver accumulato oltre tre milioni di miglia aeree travestendosi da pilota. Quasi tutte queste affermazioni sono state smentite dai giornalisti.
Nelle conferenze pubbliche in cui descrive la sua storia di vita, Abagnale ha costantemente sostenuto di essere stato "arrestato solo una volta", e ciò è avvenuto a Montpellier, in Francia. Tuttavia, i registri pubblici mostrano che Abagnale è stato arrestato a New York (più volte), in California, Massachusetts, Louisiana, Georgia e Texas.
Nonostante i registri pubblici mostrino che Abagnale ha preso di mira individui e piccole imprese familiari, Abagnale ha a lungo sostenuto pubblicamente di "non aver mai truffato nessun individuo". Ha fatto la stessa affermazione di non aver mai preso di mira individui e piccole imprese alla giornalista della BBC Sarah Montague e all'Associated Press. Secondo Abagnale, l'unico individuo che ha truffato è stata una prostituta di Miami: "Ha cercato di farmi pagare 1.000 dollari per una serata, così le ho dato un assegno bancario falso da 1.400 dollari e ho ottenuto 400 dollari di resto." Nel 2002, Abagnale disse allo Star Tribune: "Finché non facevo del male a nessuno, la gente non mi considerava un vero criminale, le mie vittime erano grandi aziende. Ero un ragazzo che truffava l'establishment."
Gli individui presi di mira criminalmente da Abagnale, tuttavia, hanno descritto le conseguenze a lungo termine della loro vittimizzazione:
La sua affermazione di aver superato l'esame da avvocato della Louisiana, di aver lavorato per l'Avvocato Generale Jack P. F. Gremillion, e di aver chiuso 33 casi, è stata contestata da diversi giornalisti nel 1978. Non è stata trovata nessuna registrazione di Abagnale come membro del Bar della Louisiana e nessuna prova mostra che abbia mai lavorato come assistente procuratore generale nell'Ufficio dell'Avvocato Generale della Louisiana. Nel 1978, la Louisiana State Bar Association ha fatto una riconciliazione di tutti coloro che hanno sostenuto l'esame da avvocato e ha concluso che Abagnale non ha mai sostenuto l'esame usando il suo nome o uno pseudonimo; l'Ufficio del Procuratore Generale dello Stato ha esaminato i pagamenti a tutti gli impiegati durante il periodo in cui Abagnale sosteneva di aver lavorato lì e ha concluso che non ha mai lavorato nell'ufficio usando il suo nome o uno pseudonimo. Dopo che Abagnale è apparso a The Tonight Show, il Primo Assistente Procuratore Generale Ken DeJean ha dato a un giornalista una serie di domande da porre ad Abagnale sulla descrizione dell'allora Procuratore Generale Gremillion. Abagnale non è riuscito a rispondere correttamente alle domande.
Abagnale affermava che a 18 anni aveva lavorato per un anno come pediatra supervisore presso il Cobb General Hospital di Marietta (Georgia). Manteneva di lavorare dal turno di mezzanotte alle 8 del mattino, supervisionando sette residenti e 42 infermiere. Abagnale affermava di visitare la biblioteca dell'università per memorizzare riviste e libri di medicina: "Con la mia memoria fotografica, potevo memorizzare facilmente qualsiasi cosa. Ciò non significava che potessi comprenderlo, ma potevo recitarlo testualmente." Abagnale raccontava al suo pubblico che nel corso del suo anno al Cobb General, nessuno dubitava della sua posizione di medico: "Così facevo le visite, prendevo le schede, scrivevo qualche riga, le inizializzavo, e tutti pensavano che stessi facendo un ottimo lavoro." Tuttavia, gli amministratori dell'ospedale dissero al giornalista Ira Perry che l'ospedale non aveva un turno di mezzanotte alle 8 del mattino, e che la posizione di pediatra notturno regolare non esisteva all'epoca
 Utilizzando documenti dagli Archivi dello Stato di New York, l'autore Alan C. Logan ha dimostrato che Abagnale si trovava nella prigione di Great Meadow, a Comstock (New York), quando aveva 18 anni.
La dichiarazione di Abagnale secondo cui si è fatto passare per un medico non è del tutto priva di fondamento, tuttavia. Sul campus dell'Università dell'Arizona nel 1970, ha affermato di essere un pilota e un medico. Secondo Paul Holsen, studente universitario più anziano e pilota commerciale con licenza all'epoca, Abagnale gli disse di essere lì per conto di Pan Am per reclutare e svolgere esami fisici sui candidati. Nella sua autobiografia, Holsen affermò che dopo la scoperta dell'inganno di Abagnale, le autorità gli comunicarono che Abagnale aveva effettivamente eseguito esami fisici sugli studenti. Gli ufficiali dell'Università dell'Arizona riconoscono che Abagnale ha interagito con 12 studentesse. Abagnale ha ammesso apertamente di aver effettuato esami su giovani donne fingendosi un medico: "Quando le ragazze passavano, facevo loro sempre un esame approfondito e le mandavo per la loro strada. Ero giovane, ma non stupido." Nel 2021, il Manship Chair in Journalism della Louisiana State University Robert Mann ha espresso il suo rammarico nel non aver affrontato la dichiarazione di Abagnale di aver effettuato esami fisici come medico: "Guardando indietro alla mia storia sull'evento [la conferenza di Abagnale], mi vergogno di ciò che ho scritto sulla permanenza di Abagnale nel ruolo di pediatra. Leggere quelle parole ora, in cui Abagnale si vantava di abusi sessuali, mi fa stare male."
Abagnale ha dichiarato pubblicamente un quoziente intellettivo (QI) di 140: "Ho un QI di 140 e ricordo il 90% di ciò che leggo. Quindi, studiando e memorizzando l'esame da avvocato, sono riuscito a ottenere il punteggio necessario." Nel 2021, Abagnale ha tenuto il discorso principale alla Conferenza American Mensa a Houston. Gli organizzatori sostenevano che era oggetto di una caccia all'uomo dell'FBI e aveva incassato milioni di dollari emettendo assegni mentre si faceva passare per pilota e medico. Nonostante le affermazioni di una memoria fotografica, quando interrogato dal giornalista di USA Today Andy Seiler sui dettagli dei suoi ruoli di impostore e degli spostamenti negli anni '60, Abagnale ha risposto dicendo: "Arrivi a un punto della tua vita in cui dici, 'Non ricordo cosa ho fatto.'"
Una delle affermazioni più note di Abagnale fu una presunta fuga dalla United States Penitentiary, Atlanta, nel 1971:
Nel 1982, Abagnale dichiarò alla stampa: "Ero e sono ancora l'unico e il più giovane uomo ad essere scappato da quella prigione." Tuttavia, il Federal Bureau of Prisons confermò che Abagnale non fu mai rinchiuso nella prigione federale di Atlanta: "Non è mai stato ammesso, quindi non vedo davvero come avrebbe potuto evadere", disse il direttore ad interim Dwight Amstutz.
Nel 1978, dopo che Abagnale era stato un relatore principale in un seminario anticrimine, un giornalista del San Francisco Chronicle indagò sulle sue affermazioni. Le chiamate telefoniche a banche, scuole, ospedali e altre istituzioni menzionate da Abagnale non fornirono prove delle sue truffe con gli alias che usava. La risposta di Abagnale fu: "A causa dell'imbarazzo coinvolto, dubito che qualcuno confermerebbe le informazioni". In seguito disse di aver cambiato i nomi.
Dubbi ulteriori furono sollevati sulla storia di Abagnale dopo un'apparizione nell'ottobre 1978 al The Tonight Show Starring Johnny Carson, con un articolo che diceva:

Nel dicembre 1978, le affermazioni di Abagnale furono nuovamente investigate dopo la sua visita a Oklahoma City per una conferenza. Come parte della sua indagine sulla storia, Perry parlò con il portavoce di Pan Am Bruce Haxthausen, che rispose all'inchiesta dei giornalisti dicendo:
Nel 2002, Abagnale affrontò il problema della mancanza di veridicità della sua storia con una dichiarazione pubblicata sul sito web della sua azienda, che diceva in parte: "Sono stato intervistato dal coautore solo circa quattro volte. Credo che abbia fatto un ottimo lavoro nel raccontare la storia, ma ha anche drammatizzato e esagerato alcune parti della storia. Questo era il suo stile e quello che voleva l'editore. Mi ricordava sempre che stava solo raccontando una storia e non scrivendo la mia biografia." Tuttavia, Abagnale ha fatto le principali affermazioni di aver lavorato come medico per un anno, avvocato per un anno, professore con dottorato e delle sue varie fughe in televisione nazionale nel 1977 nello show To Tell the Truth e The Tonight Show Starring Johnny Carson, che precedevano l'autobiografia del 1980 di diversi anni. Ha fatto anche queste affermazioni sui media cartacei, in particolare sul Fort Worth Star-Telegram, tre anni prima della pubblicazione della sua autobiografia scritta a quattro mani, annullando efficacemente l'ipotesi che il suo coautore, Stan Redding, avesse esagerato la storia.
Nonostante l'affermazione sul sito web di Abagnale riguardo al coautore della sua autobiografia Stan Redding, il giornalista investigativo Javier Leiva ha scoperto una storia di copertina oscura di True Detective (gennaio 1978), in cui Abagnale raccontava la storia della sua vita. In True Detective, Abagnale sosteneva a Redding di aver superato l'esame di avvocato della Louisiana, di aver lavorato come assistente procuratore generale, di essere stato impiegato come professore di sociologia, di aver lavorato come pediatra ad Atlanta, di essere scappato da un bagno di un aereo, di essere evaso dal Penitenziario Federale di Atlanta, di aver reclutato studenti dell'Università dell'Arizona (e di aver viaggiato con loro in tutta Europa per settimane) e di aver incassato 2,5 milioni di dollari in assegni. Queste affermazioni precedono, di diversi anni, l'autobiografia scritta a quattro mani, dimostrando anche che è stato Abagnale a inventare ed esagerare la sua storia di vita, non Stan Redding.
Nel 2002, alla prima del film Catch Me If You Can, Abagnale ha ammesso al giornalista Andy Seiler di USA Today che le impersonazioni nell'autobiografia erano inventate: "Ho impersonato un medico per qualche giorno, sono stato un avvocato per qualche giorno. Nel libro, sembra che faccio questo per un anno." Nonostante questa ammissione, nei discorsi pubblici, Abagnale tornerebbe alle sue affermazioni di impersonazioni a lungo termine come medico e di lavoro come avvocato per un anno. Le tariffe di Abagnale per parlare della sua presunta storia di vita sono riportate essere tra $20,000 e $30,000.
Nel 2006, il giornalista di KSL-TV Scott Haws ha messo in discussione la pretesa di Abagnale di aver lavorato come professore di sociologia con un dottorato presso la Brigham Young University (BYU) per due semestri. Abagnale ha sostenuto di non ricordare i dettagli e che il suo coautore Redding aveva esagerato alcune cose. Haws ha "rinfrescato la memoria a Frank" e gli ha mostrato le sue stesse parole, tra cui il libro del film Catch Me If You Can e i crediti che scorrevano alla fine del film Catch Me If You Can, in cui Abagnale, non Redding, faceva la pretesa di essere un professore della BYU. Abagnale ha ammesso a Haws che potrebbe essere stato un relatore ospite.

Fino al 2020, l'autore Alan C. Logan ha condotto un'indagine approfondita per un libro che si focalizzava sulla prospettiva delle vittime di Abagnale. In questo processo, Logan ha combinato articoli di giornale precedenti, numerosi documenti amministrativi e registri pubblici che non erano stati oggetto di scrutinio da parte dei principali media. Basandosi su questi documenti, Logan ha fornito una cronologia che metteva in discussione la veridicità complessiva della storia criminale auto-descritta di Abagnale e dei suoi movimenti tra il 1964 e il 1974. Logan sostiene che la sua indagine ha rivelato che la narrazione di Abagnale del suo passato criminale è, per la maggior parte, una montatura. Utilizzando documenti provenienti dagli Archivi dello Stato di New York, Logan ha mostrato che Abagnale si trovava nella Prigione di Great Meadow a Comstock, New York, tra i 17 e i 20 anni (dal 26 luglio 1965 al 24 dicembre 1968), il periodo in cui Abagnale sostiene di aver commesso le sue truffe più significative. L'indagine di Logan ha scoperto numerosi crimini minori che Abagnale non ha mai riconosciuto. Diversi media hanno chiesto ad Abagnale di rispondere al contenuto del libro di Logan, che includeva dichiarazioni delle vittime e citazioni di registri accessibili pubblicamente. Abagnale ha risposto affermando che il libro «non merita un commento».

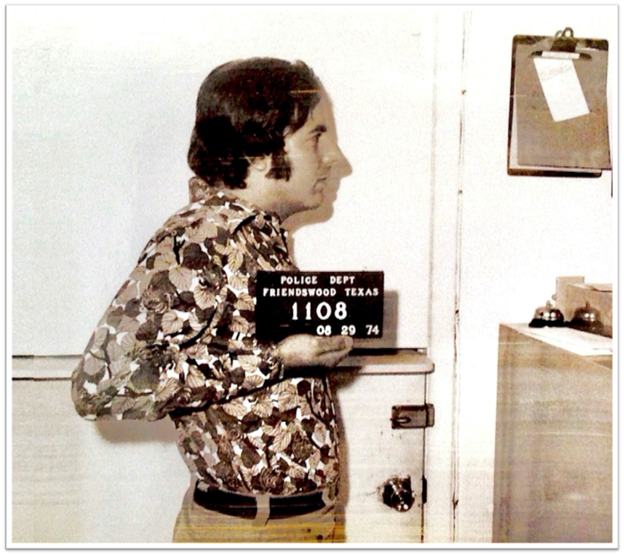
Friendswood (Texas) - arrest photo, 1974

Abagnale ha dichiarato alla stampa: «Sono stato condannato per 2,5 milioni di dollari di assegni scoperti» e che in seguito ha assunto uno studio legale per restituire tutti i soldi agli hotel e alle altre aziende. I record del tribunale federale, tuttavia, mostrano che Abagnale è stato condannato per aver falsificato 10 assegni di Pan American Airlines in cinque stati (Texas, Arizona, Utah, California e North Carolina), per un totale di meno di 1.500 dollari. Dopo la sua libertà vigilata l'8 febbraio 1974, ha dichiarato di essere entrato a far parte dell'FBI, ma dopo questa data, Abagnale è stato arrestato per furto in un campo per bambini a Friendswood (Texas), il 29 agosto 1974.
In molte interviste e discorsi, Abagnale ha affermato di aver guadagnato milioni di dollari dai suoi brevetti. Il sito web dell'Ufficio Brevetti e Marchi degli Stati Uniti, al contrario, non elenca Abagnale come persona o Abagnale and Associates come azienda titolare di brevetti, e nessuno dei due è elencato come inventore su alcun brevetto. Nei brevetti per il design degli assegni, l'inventore canadese Calin A. Sandru menziona semplicemente nella sezione Background dell'invenzione che KPMG e Abagnale and Associates sono gruppi che affermano che la frode degli assegni è un problema significativo.
Logan, armato di registri pubblici, ha condiviso le sue scoperte in dettaglio nel programma NPR Watching America, 13 agosto 2021, trasmesso su WHRO.
Nel 2022, il giornalista investigativo Javier Leiva ha ottenuto in modo indipendente i registri pubblici prima citati da Logan. Leiva ha anche confermato che Abagnale era in prigione tra i 17 e i 20 anni e poi condannato per furto a Baton Rouge nel giugno 1969. Leiva ha ottenuto anche i registri federali relativi agli assegni di Pan Am di Abagnale e ha confermato che la sua condanna, a 22 anni, era basata su meno di $1,500. Leiva afferma di aver calcolato che tra il 1965 e il 1970, Abagnale è stato libero solo per questione di mesi e che dai suoi registri risulta che è stato in prigione per la maggior parte di quel tempo.
Il 23 giugno 2022, Leiva ha affrontato Abagnale alla conferenza Connect IT Global 2022 a Las Vegas con i documenti penitenziari e altri registri pubblici in mano. Leiva descrive questi eventi nella sua serie di podcast Pretend - The Real Catch Me If You Can (Parte 1).

### Relazione con il Federal Bureau of Investigation
Una delle affermazioni più controverse di Abagnale riguarda la sua relazione con l'FBI. Nel 1977, quando Abagnale iniziò a sostenere di aver vissuto ininterrottamente da fuggitivo per cinque anni, coinvolto in truffe come impostore multiprofessionista, non dichiarò di lavorare per l'FBI. Tuttavia, sfruttò i nomi del personale dell'FBI per rafforzare le sue nuove affermazioni biografiche. Nel 1978, il giornalista Ira Perry scoprì che Abagnale e il suo pubblicista fornivano i nomi degli agenti dell'FBI a chiunque chiedesse referenze o verifica della sua biografia dichiarata; in particolare, fornirono il nome di Robert Russ Franck, che affermarono essere l'"ex agente di Atlanta" che conosceva tutto su Abagnale. Quando Perry contattò Franck, appena andato in pensione come capo della Divisione dell'FBI di Houston e mai lavorato ad Atlanta, Franck gli disse:
Franck informò Perry di aver sentito parlare di Abagnale solo attraverso persone che cercavano di verificare le sue affermazioni biografiche e non poteva confermare se le affermazioni fossero vere o meno. Perry intervistò anche Eugene Stewart, un agente dell'FBI in pensione che era responsabile della divisione di Atlanta quando Abagnale sosteneva di essere un pediatra nella periferia di Atlanta. Stewart, che a questo punto era il capo della sicurezza di Delta Air Lines, informò Perry che Abagnale era un criminale di basso livello: "È più un disturbo che altro", disse Stewart. Inoltre, Stewart notò che Abagnale aveva usato un'uniforme di Delta Air Lines per incassare assegni personali falsi in Texas dopo la sua liberazione condizionale nel 1974. Dopo la sua liberazione condizionale, Abagnale fu arrestato per furto in un campo per bambini a Friendswood, in Texas. I documenti pubblici mostrano che quasi due anni dopo la sua liberazione condizionale, nell'ottobre 1975, Abagnale fu assunto da Aetna Insurance e fu licenziato improvvisamente dall'azienda dopo che aveva presumibilmente incassato assegni personali falsi durante la sua formazione aziendale. Aetna intentò in seguito una causa contro Abagnale dopo la trasmissione del suo apparire a To Tell the Truth nel 1977.
Dopo la pubblicazione della sua autobiografia del 1980, Abagnale iniziò a informare il suo pubblico che era sulla lista dei dieci latitanti più ricercati dall'FBI. Mantenne questa affermazione fino agli anni '90: "Sono stato l'unico adolescente nella storia dell'FBI ad essere inserito nella loro lista dei dieci latitanti più ricercati", disse Abagnale al suo pubblico nel 1994. Nell'anticipazione dell'uscita del film Catch Me If You Can, questa affermazione sulla "Lista dei dieci latitanti più ricercati" fu utilizzata nella promozione del film. Pressato su questa affermazione quando il film fu rilasciato e con prove che dimostravano chiaramente l'assenza di Abagnale da qualsiasi lista dei più ricercati, ammise sul suo sito web che non era mai stato nella lista dei più ricercati dell'FBI.
Nel 2002, il giornalista del Los Angeles Times Bob Baker (1948–2015) riferì che non fu istituita alcuna task force dell'FBI per catturare Abagnale. Nonostante le sue affermazioni di vivere negli infami Riverbend Apartments, eludendo presumibilmente l'FBI per un anno come pediatra nella periferia di Atlanta, il rapporto giornalistico sull'arresto di Abagnale indicava che era stato nella zona solo per due giorni; agenti dell'FBI locali risposero a una segnalazione che Abagnale si trovava in un hotel locale e lo arrestarono lì. Nel settembre 2022, l'agente dell'FBI in pensione Alan Brown ottenne il permesso dalla sede dell'FBI di parlare del suo arresto di Abagnale. Brown parlò al giornalista investigativo Javier Leiva e riconobbe che l'ufficio di Atlanta agì semplicemente su una richiesta via teletipo di prendere Abagnale al Squire Inn, a Marietta (Georgia). Contrariamente alle affermazioni di Abagnale sulla fuga dall'hotel, come rappresentato nel film, Brown dichiarò che Abagnale fu arrestato nella sua camera senza incidenti. Brown dichiarò anche di non avere conoscenza personale degli arresti di Abagnale prima del 1970 e dopo il 1970, quando Abagnale fu arrestato a Friendswood, in Texas.
Negli anni successivi all'uscita di Catch Me if You Can, Abagnale iniziò a sostenere di aver ottenuto una liberazione condizionale unica dalla prigione federale di Petersburg, in Virginia, in modo da poter lavorare per l'agenzia: "Quando l'FBI mi ha tirato fuori di prigione, era per fare lavoro sotto copertura." Abagnale ha affermato che il lavoro clandestino gli è stato assegnato direttamente da Clarence M. Kelley, che ha diretto l'FBI dal 1973 al 1978. Nel suo "Talks at Google" Abagnale ha sostenuto che a causa della sua memoria fotografica, Kelley gli chiese di memorizzare i componenti dell'hardware militare e infiltrarsi nelle basi come tenente. Abagnale descrive le istruzioni di Kelley in questo modo: "Va bene, sei un tenente dell'esercito. Sei stato nell'esercito per così tanti anni. La tua specializzazione è questo missile. Ho bisogno che tu impari tutto questo in due settimane, e ti sto inviando a questa base, e voglio che tu scopra cosa sta succedendo in questa particolare area." Nella conferenza, Abagnale afferma anche di essere stato inviato in missioni simili "come scienziato in un laboratorio nel New Mexico."
Jerri Williams, un ex agente dell'FBI specializzato in crimini economici e frodi, ha parlato al giornalista investigativo Javier Leiva di queste affermazioni. Williams ha respinto le affermazioni di Abagnale di essere stato incaricato direttamente da Kelley di operazioni clandestine:
Dopo l'uscita del film, Abagnale iniziò a utilizzare il pronome plurale di prima persona "noi" per riferirsi all'FBI; iniziò anche a informare il pubblico che stava lavorando direttamente per l'FBI e a celebrare ogni anniversario della sua liberazione condizionale unica e dell'opportunità di lavorare all'FBI; ad esempio, nel 2006, informò il suo pubblico, "quest'anno sto festeggiando 31 anni con l'FBI," nel 2014, disse al suo pubblico, "quest'anno sto festeggiando 38 anni all'FBI dove lavoro oggi."
 Le date di questa celebrazione dell'anniversario indicano il 1976 e non coincidono con l'affermazione di Abagnale riguardo a un accordo di liberazione condizionale. Abagnale fu, secondo la pratica standard del Consiglio di Liberazione degli Stati Uniti e del Bureau Federale delle Prigioni dell'epoca, inviato a un centro pre-rilascio a Houston nel 1973, entro i 120 giorni precedenti alla sua effettiva data di liberazione condizionale federale del 8 febbraio 1974.
Ira Winkler, ex analista dell'intelligence per il Dipartimento della Difesa degli Stati Uniti e attuale architetto capo della sicurezza per i negozi Walmart a livello internazionale, descrive un incontro con Abagnale. Winkler interrogò Abagnale sui dettagli della sua posizione all'FBI. Abagnale rispose che era "un agente speciale". Winkler dice: "Intendi un agente speciale a tutti gli effetti?", a cui Abagnale rispose affermativamente.
In un'intervista del 2018 trasmessa su PBS, Abagnale ha criticato pubblicamente l'ex direttore dell'FBI James Comey per la sua mancanza di professionalità durante le elezioni presidenziali degli Stati Uniti del 2016. Nella stessa intervista, Abagnale afferma che l'FBI è preoccupato che lui sia in età pensionabile: "L'FBI mi chiede sempre quando andrò in pensione, perché non vogliono che io lo faccia", ha detto Abagnale. In interviste, Abagnale ha sostenuto che il suo lavoro con l'FBI è pro bono, anche se ha dichiarato pubblicamente che la sua azienda ha guadagnato milioni di dollari da contratti con il governo degli Stati Uniti: "Oggi, Frank Abagnale and Associates fa affari per 10,5 milioni di dollari all'anno, il 90% dei quali con il governo federale", ha detto al suo pubblico nel 1988. Nel 1991, Frank Abagnale e sua moglie Kelly hanno dichiarato bancarotta a Tulsa, Oklahoma. Nei documenti giudiziari, Abagnale ha dichiarato di avere debiti per 1,6 milioni di dollari e attività per 308.000 dollari.
Il giornalista Ira Perry non è riuscito a trovare alcuna prova che Abagnale abbia lavorato con l'FBI; secondo un ex agente speciale in pensione dell'FBI, Abagnale fu sorpreso a cercare di passare assegni personali nel 1978, diversi anni dopo che sosteneva di aver iniziato a lavorare con l'FBI. Risalendo agli anni '80, Abagnale ha sostenuto che Joseph Shea, un agente dell'FBI, lo aveva inseguito per 5 anni (tra il 1965 e il 1970). Abagnale ha sostenuto che Shea lo aveva fatto amico e supervisionato durante la sua libertà vigilata. Tuttavia, quando Catch Me If You Can è uscito nei cinema, The Atlanta Journal-Constitution ha riferito che Abagnale e Shea si sono riuniti solo alla fine degli anni '80, quasi 20 anni dopo che Shea l'avrebbe arrestato. Abagnale ha visto Shea in un seminario anticrimine a Kansas City e ha cercato Shea per stringergli la mano.
Quando il film è uscito, un portavoce dell'FBI ha ammesso che Abagnale aveva tenuto conferenze all'accademia "di tanto in tanto", ma ha negato che Abagnale avesse ricevuto encomi dall'agenzia come affermato nel marketing del film. In nessun momento l'FBI ha rilasciato una dichiarazione ufficiale che avalla le affermazioni biografiche di Abagnale, né l'agenzia ha confermato le sue straordinarie affermazioni che era stato inviato in una base militare come esperto di missili e in un laboratorio segreto nel Nuovo Messico. Abagnale ha sostenuto in conferenze pubbliche di essere stato discusso dettagliatamente in un libro fotografico che celebra i 100 anni dell'FBI. Tuttavia, il nome di Abagnale non appare da nessuna parte nel libro ufficiale che celebra i 100 anni dell'FBI. Nelle sue conferenze pubbliche, Abagnale assume un ruolo pseudo-portavoce per l'FBI. Parlando di reclutamenti, afferma, "attualmente [2017] accettiamo 1 domanda su 10.000." Abagnale ha fatto la stessa affermazione di 1 su 10.000 domande al giornalista Michael Katz dell'Idaho Statesman nel 2019. In generale, vengono presentate circa 11.500 domande all'anno per 900 posizioni all'FBI (statistiche del 2018), il che significa circa una su 13 richieste.
Nel 2020, Abagnale è stato confrontato da una delle sue vittime a Baton Rouge, Louisiana. Quando gli è stato chiesto perché parla di essere un procuratore generale e di superare l'esame di abilitazione dello stato, senza tuttavia riconoscere il suo arresto e la condanna a Baton Rouge, Abagnale ha detto: "Questo perché lavoro per l'FBI." Abagnale ha dichiarato allo Star Tribune di essere un istruttore di etica all'Accademia dell'FBI a Quantico, in Virginia: «Insegno etica all'accademia dell'FBI, il che è ironico, ma anni fa qualcuno all'ufficio ha detto, "Chi meglio di te per fare questo?". Cerco di insegnare ai giovani agenti l'importanza di fare la cosa giusta.»

### Talks at Google
Nel agosto 2022, Google ha disabilitato tutti i commenti e ha aggiunto un avviso al "Talks at Google" di Abagnale, che ora afferma: "Avviso: Google non approva né condona i contenuti contenuti in questo video, né ne rivendica la validità delle azioni descritte. Quanto segue è presentato senza modifiche come è stato registrato il 27 novembre 2017, e rimane sul canale Talks at Google di YouTube per scopi storici." Nel disclaimer video, Google non ha fornito una ragione esplicita per il rifiuto del video di Abagnale o se facesse parte della loro nuova iniziativa di collaborare con i giornalisti per combattere disinformazione e misinformazione. Tuttavia, secondo il giornalista investigativo Javier Leiva, la mossa è stata fatta in risposta ai membri del suo pubblico.

### Polemiche a Xavier e in altre università
Il 12 settembre 2022, Frank Abagnale ha ricevuto il premio "Heroes in Ethics" dalla Xavier University, situata a Cincinnati, Ohio. Abagnale ha tenuto la conferenza principale alla serie annuale Heroes of Professional Ethics dell'università. Alla fine del suo discorso, Abagnale ha invitato il pubblico a fargli qualsiasi domanda su qualsiasi argomento. Un membro del pubblico, Jim Grinstead, conduttore del podcast Scams and Cons, ha chiesto a Abagnale: "Mi chiedo, alla luce del premio per l'etica che ti verrà consegnato stasera, vorresti confessare? Vorresti dire la verità sulle storie che hai raccontato? Ammetteresti di aver mentito a tutti e che li stai ancora ingannando?" Nella sua risposta, Abagnale ha negato di aver raccontato bugie o diffuso disinformazione. Ha sostenuto di non avere nulla a che fare con la sua autobiografia, il film e il musical di Broadway. La Xavier University ha rimosso qualsiasi discussione dell'evento del 12 settembre dal suo sito web.
L'incidente alla Xavier University non è stato il primo in cui la storia di Abagnale ha causato controversie in un campus universitario. Nel 1981, dopo che il professor William Toney e i suoi studenti avevano smontato le affermazioni biografiche di Abagnale, diverse università hanno cancellato le apparizioni di Abagnale. Nel tentativo di fornire un compromesso, la University of South Carolina ha chiesto ad Abagnale di firmare un'affidavit che attestasse la veridicità delle sue affermazioni biografiche. L'università ha informato Abagnale che avrebbe comunque potuto tenere il discorso e ricevere il suo compenso, anche se non avesse firmato l'affidavit, ma se avesse rifiutato, l'università avrebbe avvertito gli studenti all'inizio del discorso che Abagnale non aveva promesso di dire la verità. Abagnale ha rifiutato di firmare l'affidavit, definendo il documento uno "schiaffo in faccia".
Man mano che la sfiducia nella storia di Abagnale si diffondeva, in parte a causa del lavoro del professor William Toney, Abagnale ha cancellato le sue prenotazioni universitarie. In una lettera alla Georgia Southwestern State University, Abagnale scrisse che era sbagliato trarre profitto dal suo passato criminale parlandone nei campus universitari. Inoltre, nella lettera a GSSU, Abagnale affermò di cancellare tutti gli impegni di conferenziere universitario perché gli aspetti criminali della storia della vita che stava presentando "[non sono] qualcosa a cui menti giovani e impressionabili dovrebbero essere esposte". In mezzo a questa polemica, Abagnale fu interrogato dal giornalista John Dagley, che gli chiese se la sua biografia fosse una bugia, a cui rispose:

## Opere su Abagnale
- Prova a prendermi - film
- Catch Me If You Can - musical